# Янка, Карло
Ка́рло Я́нка (итал. Carlo Janka, род. 15 октября 1986, Оберзаксен, Швейцария) — швейцарский горнолыжник, олимпийский чемпион 2010 года и чемпион мира 2009 года в гигантском слаломе. Обладатель Кубка мира 2009/2010 в общем зачёте. Янка стал первым швейцарцем с 1995 года, выигравшим общий зачёт Кубка мира. Кубок мира среди мужчин до победы Янки швейцарцы выигрывали в 1992 году (Пауль Аккола). Выступал во всех дисциплинах, кроме специального слалома.

## Карьера
В своей первой гонке международного уровня Янка принял участие в декабре 2001 года. За следующие четыре года ему не довелось получить ни одного призового места. С января 2004 года Карло начал участвовать в соревнованиях Кубка Европы. 25 декабря 2005 года талантливый швейцарец дебютировал в составе национальной сборной на этапах Кубка мира в Словении, в Краньска-Гора. Он поучаствовал в двух дисциплинах, однако ни на одном из соревнований не сумел даже добраться до конца. На чемпионате мира среди юниоров 2006 года, Янка взял бронзу в гигантском слаломе. Сезон 2006/07 Янка провел в Кубке Европы и занял по его итогам 4 место, что дало повод тренерам сборной рассчитывать на него, как на спортсмена основной команды. На следующий сезон Карло Янка вновь вернулся в розыгрыш мирового кубка. Первый хороший результат на Кубке мира Карло показал в 2006 году, придя двадцатым в гигантском слаломе.

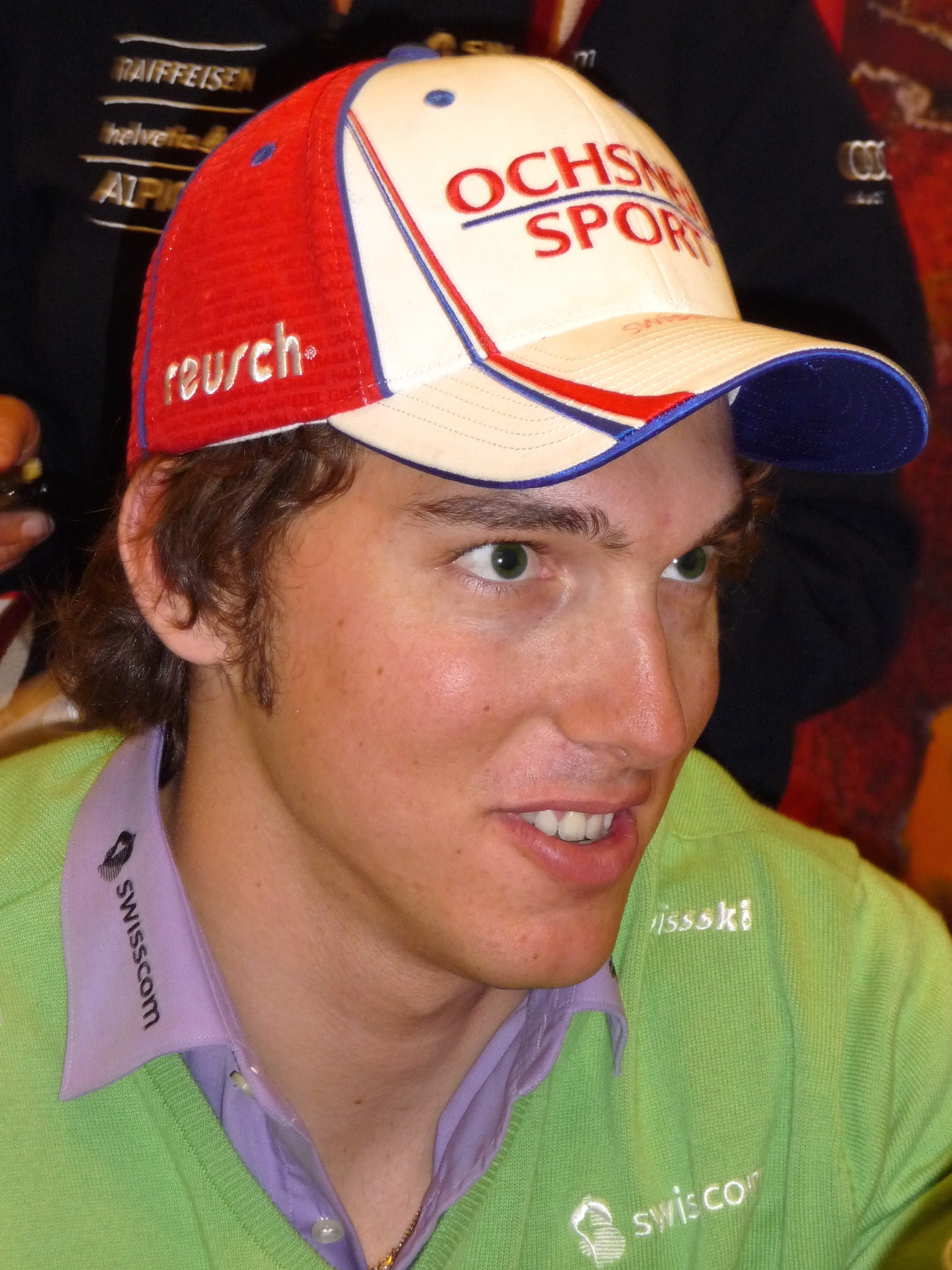
2010 год

Прорыв, однако, случился двумя годами позже — 29 ноября 2008 года спортсмен сумел подняться с шестьдесят пятого на второе место. Двумя неделями позже Янка впервые выиграл в соревнованиях Кубка — ему покорилась трасса гигантского слалома, месяцем позже спортсмен одержал победу в суперкомбинации. В том же сезоне на своем первом взрослом первенстве планеты Карло взял золото в гигантском слаломе и бронзу в скоростном спуске на чемпионате мира 2009 года в Валь-д’Изере.
С 4 по 6 декабря 2009 года на этапе Кубка мира в американском Бивер-Крике Янка добился редкого достижения: за 3 дня сумел выиграть сразу суперкомбинацию, гигантский слалом и скоростной спуск. Карло стал первым горнолыжником, сумевшим выиграть сразу три гонки Кубка мира за одни выходные, со времен Хермана Майера в сезоне 1999/00. По итогам сезона Янка победил в зачете по комбинации.
23 февраля 2010 года Карло выиграл золотую медаль в соревнованиях по гигантскому слалому на зимней Олимпиаде в Ванкувере. По итогам сезона Янка выиграл общий зачет Кубка мира, став четвёртым швейцарцем в истории, кому удалось достичь этой вершины.
Сезон 2010/11 для обладателя Большого хрустального глобуса 2010 года состоял из взлетов и падений. 23 февраля швейцарскому горнолыжнику была сделана операция на сердце в связи с участившимися симптомами сердечной аритмии.
Спустя всего 5 дней после операции Янка встал на лыжи, а через 10 выиграл гигантский слалом на этапе Кубка мира в Краньска-Гора, одержав свою первую победу в сезоне.
Одержал 11 побед на этапах Кубка мира (четыре в гигантском слаломе, три в скоростном спуске, три в суперкомбинации и одна в супергиганте).
Завершил карьеру в январе 2022 года.

## Результаты на крупнейших соревнованиях

### Зимние Олимпийские игры
| Олимпийские игры | Скоростной спуск | Супергигант | Гигантский слалом | Слалом | Комбинация | Команды |
| ---------------- | ---------------- | ----------- | ----------------- | ------ | ---------- | ------- |
| 2010 Ванкувер    | 11               | 8           | 1                 | —      | 4          | н/д     |
| 2014 Сочи        | 6                | 22          | 13                | —      | 8          | н/д     |
| 2018 Пхёнчхан    | —                | —           | —                 | —      | 15         | —       |

### Кубок мира

#### Зачёт Кубка мира
| Сезон   | Общий зачёт    | Скоростной спуск | Супергигант    | Гигантский слалом | Суперкомбинация | City Event   |
| ------- | -------------- | ---------------- | -------------- | ----------------- | --------------- | ------------ |
| 2006/07 | 130 (11 очков) | -                | -              | 40 (11 очков)     | -               | -            |
| 2007/08 | 64 (109 очков) | 46 (13 очков)    | 46 (6 очков)   | 28 (58 очков)     | 31 (32 очка)    | -            |
| 2008/09 | 7 (728 очков)  | 16 (174 очка)    | 16 (74 очка)   | 6 (238 очков)     | 1 (242 очка)    | -            |
| 2009/10 | 1 (1197 очков) | 2 (448 очков)    | 6 (192 очка)   | 2 (341 очков)     | 2 (216 очков)   | -            |
| 2010/11 | 3 (793 очка)   | 9 (226 очков)    | 6 (206 очков)  | 5 (235 очков)     | 6 (112 очков)   | 9 (15 очков) |
| 2011/12 | 24 (451 очко)  | 17 (191 очко)    | 28 (59 очков)  | 16 (147 очков)    | 19 (54 очка)    | -            |
| 2012/13 | 48 (157 очков) | 38 (35 очков)    | 27 (29 очков)  | 48 (7 очков)      | 4 (86 очков)    | -            |
| 2013/14 | 18 (390 очков) | 20 (120 очков)   | 14 (125 очков) | 25 (89 очков)     | 10 (56 очков)   | -            |
| 2014/15 | 10 (643 очков) | 17 (168 очко)    | 11 (168 очков) | 12 (167 очков)    | 1 (140 очков)   | -            |
| 2015/16 | 7 (464 очков)  | 6 (252 очко)     | 6 (162 очков)  | -                 | 12 (50 очков)   | -            |

#### Призовые места на этапах Кубка мира (28)
11 побед, 6 вторых мест и 11 третьих
| №  | Сезон   | Дата        | Место проведения    | Дисциплина                     | Место |
| -- | ------- | ----------- | ------------------- | ------------------------------ | ----- |
| 1  | 2008/09 | 29 ноя 2008 | Лейк-Луиз           | Скоростной спуск               | 2     |
| 2  | 2008/09 | 13 дек 2008 | Валь-д’Изер         | Гигантский слалом              | 1     |
| 3  | 2008/09 | 16 янв 2009 | Венген              | Суперкомбинация                | 1     |
| 4  | 2008/09 | 22 фев 2009 | Сестриере           | Суперкомбинация                | 3     |
| 5  | 2009/10 | 25 окт 2009 | Зёльден             | Гигантский слалом              | 3     |
| 6  | 2009/10 | 28 ноя 2009 | Лейк Луиз           | Скоростной спуск               | 3     |
| 7  | 2009/10 | 4 дек 2009  | Бивер-Крик          | Суперкомбинация                | 1     |
| 8  | 2009/10 | 5 дек 2009  | Бивер-Крик          | Скоростной спуск               | 1     |
| 9  | 2009/10 | 6 дек 2009  | Бивер-Крик          | Гигантский слалом              | 1     |
| 10 | 2009/10 | 18 дек 2009 | Валь-Гардена        | Супергигант                    | 2     |
| 11 | 2009/10 | 15 янв 2010 | Венген              | Суперкомбинация                | 2     |
| 12 | 2009/10 | 16 янв 2010 | Венген              | Скоростной спуск               | 1     |
| 13 | 2009/10 | 10 мар 2010 | Гармиш-Партенкирхен | Скоростной спуск               | 1     |
| 14 | 2009/10 | 12 мар 2010 | Гармиш-Партенкирхен | Гигантский слалом              | 1     |
| 15 | 2010/11 | 28 ноя 2010 | Лейк Луиз           | Супергигант                    | 2     |
| 16 | 2010/11 | 14 янв 2011 | Венген              | Суперкомбинация                | 2     |
| 17 | 2010/11 | 15 янв 2011 | Венген              | Скоростной спуск               | 3     |
| 18 | 2010/11 | 6 фев 2011  | Хинтерштодер        | Гигантский слалом              | 3     |
| 19 | 2010/11 | 5 мар 2011  | Краньска-Гора       | Гигантский слалом              | 1     |
| 20 | 2012/13 | 18 янв 2013 | Венген              | Суперкомбинация                | 3     |
| 21 | 2014/15 | 16 янв 2015 | Венген              | Комбинация                     | 1     |
| 22 | 2014/15 | 18 янв 2015 | Венген              | Скоростной спуск               | 3     |
| 23 | 2015/16 | 23 янв 2016 | Кицбюэль            | Скоростной спуск               | 3     |
| 24 | 2015/16 | 7 фев 2016  | Чунбон              | Супергигант                    | 1     |
| 25 | 2016/17 | 19 дек 2016 | Альта-Бадия         | Параллельный гигантский слалом | 2     |
| 26 | 2016/17 | 15 мар 2017 | Аспен               | Скоростной спуск               | 3     |
| 27 | 2019/20 | 30 ноя 2019 | Лейк-Луиз           | Скоростной спуск               | 3     |
| 28 | 2019/20 | 7 мар 2020  | Квитфьелль          | Скоростной спуск               | 3     |

## Интересные факты
- За хладноровие и спокойствие на соревнованиях соперники дали Карло прозвище «Iceman».
- Янка является поклонником английского футбола, в частности, клуба «Манчестер Юнайтед».
- Имеет спонсорские контракты с фирмами Rolex и Hugo Boss.
- C 2010 года поезд RhB Абэ 8/12 3503 Ретийской железной дороги носит имя Карло Янки.